# Ljubow Harkavy-Landau
Ljubow Weniaminowna Harkavy-Landau, ursprünglich Blüma-Zirl Harkavy (russisch Любовь Вениаминовна Гаркави-Ландау, первоначально Блюма-Цирл Гаркави; * 8. Oktoberjul. / 20. Oktober 1877greg. in Bobruisk; † 1941 in Leningrad), war eine russisch-sowjetische Ärztin, Physiologin, Pharmakologin und Hochschullehrerin.

## Leben
Harkavy stammte aus einer armen jüdischen Familie und war Tochter von Benjamin Harkavy und seiner Frau Beile. Sie besuchte das Mädchengymnasium in Mogiljow. Sie gab dann Nachhilfe und unterrichtete in einer Privatschule in Bobruisk. Im Oktober 1896 begann sie ein Studium an der Medizinischen Fakultät der Universität Zürich. Im August 1897 musste sie wegen mangelnder Mittel nach Mogiljow zurückkehren. 1898 gelang es ihr, die Genehmigung zum Verlassen des für Juden vorgesehenen Ansiedlungsrayons zu bekommen, so dass sie im September 1898 in St. Petersburg in das Kaiserliche Institut für Geburtshilfe eintrat.
Nach dem Studienabschluss 1899 arbeitete Harkavy im St. Petersburger Medizinischen Fraueninstitut als außerordentliche Mitarbeiterin des Lehrstuhls für Physiologie und als Assistentin des Institutsprosektors. Daneben führte sie eine Geburtshilfepraxis.
1905 heiratete Harkavy den Ingenieur der Caspian-Black Sea Joint-Stock Company Dawid Lwowitsch Landau (1866–1943), so dass sie sich nun Ljubow Weniaminowna Harkavy-Landau nannte. Die Familie wohnte in Baku. Sie führte eine private Praxis für Geburtshilfe und Frauenkrankheiten in Balachany und arbeitete dann als Ärztin im Bakuer Mädchengymnasium. Während des Ersten Weltkrieges war sie 1915/16 Ärztin in dem in Baku eingerichteten Lazarett. Anschließend unterrichtete sie Naturkunde im neuen jüdischen Gymnasium.
Nach der Oktoberrevolution war sie Gynäkologin auf dem Großen Sowjetischen Kongress der Erdölindustriellen. Harkavy lehrte Physiologie, Anatomie und Pharmakologie in den Kursen für Schwestern und Feldschere der Roten Armee, an der Allgemeinbildungsschule und in der Militärschule der Aserbaidschanischen Armee, in der Bakuer Medizinschule, in der Hochschule für Volksbildung, in der RabFak und im Aserbaidschanischen Agrarinstitut. Ab dem Sommersemester 1920 arbeitete sie am Lehrstuhl für Physiologie der Universität Baku. Sie veröffentlichte Arbeiten zur experimentellen Pharmakologie. Als wissenschaftliche Mitarbeiterin der Experimentalabteilung des Laboratoriums an der Lenin-Klinik für Kardiologie in Kislowodsk führte sie eine Reihe von Untersuchungen der Wirkung des dortigen Dolomit-Selterswassers auf den Stoffwechsel durch.
1930 wurde Dawid Landau im Rahmen der sogenannten Erdölarbeiter-Schädlinge-Affäre verhaftet. Harkavy kehrte nach Leningrad zurück und arbeitete bis zu ihrem Tode am Lehrstuhl für Physiologie des Ersten Leningrader Medizin-Instituts.
Harkavys Sohn war der Physiker und Nobelpreisträger Lew Dawidowitsch Landau. Ihre Tochter Sofja Dawidowna Landau (1906–1971) heiratete Sigusch (Sigismund Mironowitsch) Broderson (1903–1964), einen der Gründer des Zentralen Polsunow-Turbineninstituts und Bruder des Dichters Moische Broderson. Deren Tochter, Harkavys Enkelin, Ella Sigelewna Ryndina (* 1933) wurde Physikerin im Vereinigten Institut für Kernforschung in Dubna.